# Giampaolo Di Paola

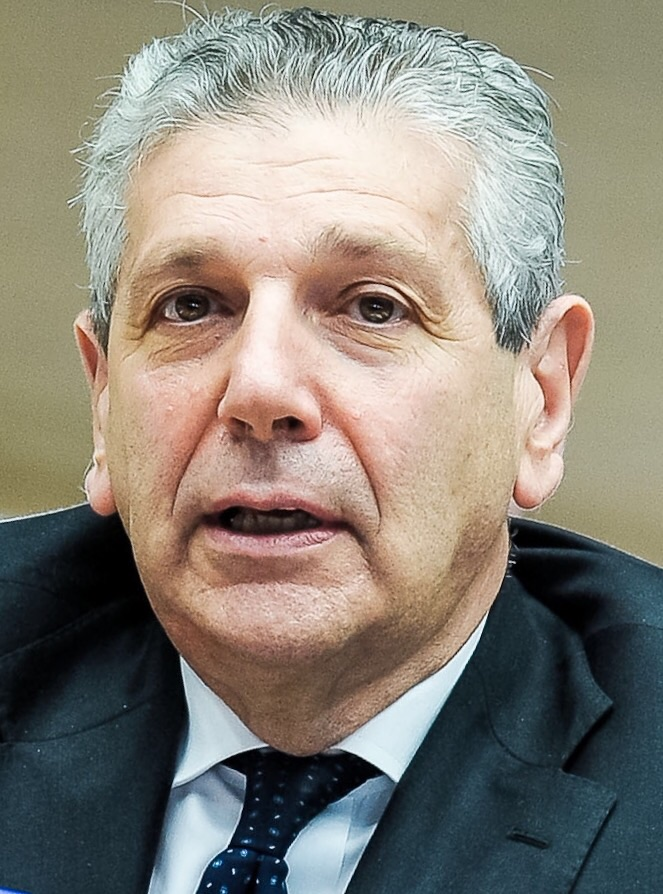
Giampaolo Di Paola (2012)

Giampaolo Di Paola (* 15. August 1944 in Torre Annunziata bei Neapel) ist ein italienischer Admiral im Ruhestand. Von November 2011 bis April 2013 war er in der aus Fachleuten bestehenden Regierung Monti Verteidigungsminister. Davor war Di Paola von März 2004 bis Februar 2008 Generalstabschef der italienischen Streitkräfte und von Juni 2008 bis November 2011 Vorsitzender des NATO-Militärausschusses. Zudem ist Di Paola Gastprofessor für internationale Organisationen am Institut d’études politiques de Paris.

## Militärischer Werdegang
Di Paola absolvierte die gymnasiale Oberstufe an der Marineschule Francesco Morosini in Venedig. Anschließend wurde er von 1963 bis 1967 an der Accademia Navale und dann an einer U-Boot-Schule ausgebildet. Ab 1968 diente er auf verschiedenen U-Booten und Fregatten, ab 1974 jeweils als Kommandant. 1981 besuchte er das NATO Defence College in Rom, danach diente er bis 1984 als Anti Submarine Warfare and Undersea Warfare Program Officer beim NATO-Kommando SACLANT in Norfolk (Virginia) (heute NATO Undersea Research Centre in La Spezia). Nach seiner Rückkehr nach Italien übernahm Di Paola für zwei Jahre das Kommando über die Fregatte Grecale. Von 1986 bis 1989 war er im Admiralstab in Rom tätig, um dann bis 1990 das Kommando über den Flugzeugträger Giuseppe Garibaldi zu übernehmen. Bis 1994 arbeitete er erneut im Admiralstab, zuletzt als Leiter der Operationsabteilung (A3). Von 1994 bis 1998 diente Di Paola beim Generalstab der Streitkräfte und erlebte dort dessen tiefgreifende Reform unter dem damaligen Generalstabschef Guido Venturoni.
Als Vizeadmiral war Di Paola bis 2001 Kabinettschef des Verteidigungsministers. Danach übernahm er bis 2004 den Posten des Generalsekretärs des Verteidigungsministeriums. Als solcher wurde er Amtschef des Ministeriums und führte damit dessen Verwaltungs- und als „Nationaler Rüstungsdirektor“ auch dessen Beschaffungsabteilungen.
Am 9. März 2004 wurde Di Paola Nachfolger von General Rolando Mosca Moschini auf dem Posten des Generalstabschefs der italienischen Streitkräfte. Admiral Di Paola erarbeitete für diese ein neues strategisches Konzept, dessen Schwerpunkt auf dem Network Centric Warfare liegt. Gleichzeitig war er auf Grund andauernder Einsparungen im Verteidigungshaushalt gezwungen, eine Verkleinerung der Armee vorzubereiten.
Im November 2007 wurde Admiral Di Paola zum Vorsitzenden des NATO-Militärausschusses gewählt. Dieses Amt übernahm er am 27. Juni 2008. Sein Nachfolger auf dem Posten des Generalstabschefs der italienischen Streitkräfte wurde der Luftwaffengeneral Vincenzo Camporini.

## Minister
Am 16. November 2011 wurde Giampaolo Di Paola im Übergangskabinett von Premierminister Mario Monti zum Verteidigungsminister bestellt. In der Geschichte der Republik Italien war es das zweite Mal, dass ein ehemaliger Generalstabschef in einer aus Fachleuten bestehenden Regierung (governo tecnico) Verteidigungsminister wird.
Am 14. und 15. Februar 2012 stellte Di Paola im Kabinett und im Parlament seine Spar- und Reformpläne für die Streitkräfte vor. Die Reformen umfassten eine Verringerung der Personalstärke der Streitkräfte von rund 180.000 im Jahr 2012 auf 150.000 Soldaten im Jahr 2024. Von den Kürzungen waren auch verschiedene Rüstungsvorhaben betroffen, darunter der Joint Strike Fighter.